# 原光保
原 光保（はら みつやす　1795年（寛政7年）2月 - 1868年（慶応4年5月25日））は江戸期の名主・開拓者。通称は清兵衛（せいべえ）で出生地の相模原市では「原清兵衛（はら せいべえ）」として知られる。

## 略歴
- 1795年（寛政7年）2月 - 相模国高座郡小山村（現・相模原市中央区小山付近）の豪農・原家に生まれる。原家は農業の他醸造業も営んでいた。
- 1843年（天保14年） - 韮山代官の江川英龍（太郎左衛門）から勧奨を受け、当時「相模野」や「相模原」と呼ばれていた入会地を開墾。
- 1856年（安政3年） - 開墾した新田集落が幕府による検地を受け、原の名から「清兵衛新田」と名付けられ幕府直轄領となる。
- 1868年（慶応4年） - 死去。享年74。